# Платоновское богословие о бессмертии души
«Платоновское богословие о бессмертии души» (лат. Theologia platonica de immortalitate animorum), также «Платоническая теология», — латинский трактат флорентийского священника и философа-гуманиста Марсилио Фичино, написанный в 1469—1474 годах и опубликованный в 1482 году, и который является:
- в широком смысле — комментарием к трактату Фичино «О христианской религии» (1474): автор доказывает, что философия говорит о Боге и религии то же, что Священное Писание, и желает, чтобы учение великого мыслителя Платона помогло испорченным людям обрести веру;
- в узком смысле — теорией бессмертия души[1].

## Содержание
Автор трактует, что древнегреческий философ Платон, как и христианство, признаёт, что человек был бы ничтожнейшим и несчастнейшим существом, если бы не обладал душой, одарённой бессмертием.
Выше тела стоит некая сила, которая заключает в себе искру божественного духа, соединившуюся с материей: это — человеческая душа. Начало это проявляется в более высоком виде, без тела, в ангелах, в полном совершенстве — в Боге. Человечество — множество, ангелы — бесконечность, Бог — единство.

### О Боге
Бог есть совершенная простота и потому безграничное могущество. Он есть начало всего сущего; нельзя постигнуть ничего выше его. Над ним нет господина, около него нет равного. Не может быть бога зла рядом с Богом добра, так как бог зла, будучи лишён добра, не мог бы быть Богом. Бог вечен, вездесущ; он присутствует в мире, как душа в теле. Он производит всё и всё сохраняет, так как он — верховная благость.
Будучи всего более удалён от материи, он обладает самым высшим познанием. Его разум охватывает не только единичное и конечное, но общее и бесконечное. Бог — не только разум; он — воля, и эта воля в одно и то же время свободна и необходима; она — провидение и любовь. Бог удовлетворяет себе и любит мир, и мир от этого чудно прекрасен.

### О душе

#### Душа — посредник между Богом (волей) и материей (страстью)
Между Богом, который есть чистая воля, и материей, которая есть чистая страсть, душа служит посредником, третьей сущностью. Такая общая разумная душа проявляется в трёх видах, или градациях:
- души мира,
- души двенадцати сфер,
- души существ, в них живущих.

Раз душа в указанных видах имеет бытие, она должна быть бессмертна. Фичино обосновывает этот тезис «общими соображениями», «частными аргументами» и тем, что он называет «знаками». Доказательства его сводятся главным образом к тому, чтобы выяснить сходство души с Богом и её превосходство над телом.

#### Усилия души достигнуть 12-ти божественных совершенств
Сущность жизни души заключается в стремлении вернуться к Богу: она находится в вечном усилии достигнуть двенадцати божественных совершенств:
- она хочет стать [1] первым благом и [2] первой истиной;
- она желает [3] всё свершить и [4] всё превзойти,
- быть [5] везде и [6] всегда,
- владеть четырьмя божественными добродетелями — [7] предвидением, [8] силой, [9] справедливостью, [10] умеренностью,
- [11] развивать саму себя и [12] поклоняться Богу.

#### Состояния души в процессе её совершенствования
Обладая таким желанием совершенствования, душа может его осуществить, переходя по своей воле через состояния:
- растительное,
- животное,
- человеческое,
- духовное,
- божественное.

В таком свойстве души Фичино видит доказательство того, что божественный луч, озаряющий всё сущее, особенно глубоко проникает в человека и блещет в нём.

### О христианстве
Выясняя сущность Бога, души и смысл жизни, Фичино опровергает лжеучения и суеверия тех, кто уклоняется от божественной истины.
Рассмотрев проблемы создания мира и душ и цели существования того и других, он заключает, что в разрешении их Платон, евреи, арабы и христиане в сущности согласны между собой, «но так как философствующий разум человека нередко впадает в опасные заблуждения, то справедливее и вернее всего в конце концов опереться на христианство, с смиренной покорностью».
Христианство во времена Фичино оформилось в законченную систему, при сложении которой поочередно работали три цивилизации:
- Восток сообщил ему свой созерцательный гений (дух),
- Греция — философский,
- Рим — политический.

Греция специально содействовала выработке догматов: происхождение и падение душ, всеобщее спасение, страдание как средство искупления, совершенство как цель мытарств, претерпеваемых душами, троичность Божества — всё это греческие идеи, пифагорейские, платоновские, истолкованные александрийскими отцами. Ими вдохновляется Фичино, над ними он работает.

### Платон как Мессия
В объективном идеализме Платона Фичино выделяет преимущественно три положения, служащие осью всей платоновской системы:
- Бог печётся обо всём,
- души бессмертны,
- существуют загробные награды и наказания.

Эти истины он принимает не как историческое наследие развития человеческого ума в области богопознания, не как вклад греческой философии в христианскую догматику, а как предварение откровения.
Найденное у Платона согласие с христианством представляется Фичино сверхъестественным, и он называет Платона мессией. «Наш Платон, — восклицает он, — следует закону Моисея и предсказывает закон Христа».

## Аудитория
Если Марсилио Фичино и не зажигал лампады перед бюстом Платона, как это передаёт легенда, то во всяком случае он проповедовал с церковной кафедры его учение.